# Émile Janssens

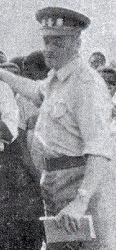
Janssens (1959)

Émile Robert Alphonse Hippolyte Janssens (Schaarbeek, 15 juni 1902 – Brussel, 4 december 1989) was een Belgisch luitenant-generaal en koloniaal, best bekend als bevelvoerder van de Force Publique bij de start van de Congocrisis. Hij noemde zichzelf een kleine maniak en stond op strakke discipline.
Onder zijn leiding onderdrukte de Force Publique in 1959 de ongeregeldheden in Leopoldstad waarbij de Alliance des Bakongos (ABAKO) was betrokken.
Janssens verzette zich heftig tegen elk initiatief om het officierenkorps van zijn gesegregeerde leger open te stellen voor zwarten. Zijn weigering om te aanvaarden dat de Congolese Dipenda gevolgen had voor zijn commando, is genoemd als oorzaak van de muiterij die uitbrak in de Weermacht. In de voormiddag van 4 juli 1960, enkele dagen na de onafhankelijkheid, bestrafte hij een drietal zwarte soldaten in Kamp Leopold II. 's Anderendaags sprak hij in het hoofdkwartier de troepen toe om hun aspiraties op promotie en afrikanisering de bodem in te slaan: Je vous ai toujours dit la vérité. Je ne vous ai jamais rien promis. La Force Publique continue comme avant. Hij zei dat de politici hen belogen hadden. Daarna zou hij met krijt op een bord hebben geschreven: Avant indépendance = après indépendance alvorens de manschappen weg te zenden (Et maintenant, rompez les rangs!).
De rebellie die daarop uitbrak, wilde Janssens laten neerslaan door Belgische soldaten uit Kamina en Kitona. Lumumba weigerde en drukte de muiterij snel de kop in door het officierenkorps wel degelijk open te stellen voor Congolezen. Janssens werd ontslagen en opgevolgd door Victor Lundula.

## Publicaties
- J'étais le général Janssens, Charles Dessart, Brussel, 1961
- Histoire de la Force Publique, Ghesquière, Brussel, 1979

## Voetnoten
1. ↑  Francis Monheim, Mobutu. L'homme seul, 1962, p. 75-76
2. ↑  Leo Zeilig, Lumumba. Africa's Lost Leader, 2008, p. 103